# Cyril J. Mockridge
Cyril J. Mockridge est un compositeur britannique né le 6 août 1896 à Londres (Royaume-Uni), et mort le 18 janvier 1979 à Honolulu (États-Unis).

## Filmographie

### Années 1930
- 1933 : My Weakness
- 1934 : Grand Canary d'Irving Cummings
- 1934 : Le Monde en marche (The World Moves On)
- 1934 : Judge Priest
- 1935 : Le Petit Colonel (The Little Colonel)
- 1935 : Les Nuits de la pampa (Under the Pampas Moon)
- 1935 : Way Down East
- 1935 : La Fille du rebelle (The Littlest Rebel)
- 1935 : L'Homme qui fait sauter la banque (The Man Who Broke the Bank at Monte Carlo) de Stephen Roberts
- 1936 : Dix ans de mariage (To Mary – with Love)
- 1936 : Everybody's Old Man (en)
- 1936 : Capitaine Janvier (Captain January)
- 1936 : Fossettes (Dimples)
- 1936 : Quatre Femmes à la recherche du bonheur (Ladies in Love)
- 1936 : Reunion
- 1936 : Lloyd's of London
- 1937 : Nancy Steele a disparu (Nancy Steele Is Missing!)
- 1937 : L'Heure suprême (Seventh Heaven)
- 1937 : Charmante Famille (Danger, Love at Work) d'Otto Preminger
- 1937 : La Mascotte du régiment (Wee Willie Winkie)
- 1938 : Gateway
- 1938 : Suez
- 1939 : Les Trois Louf'quetaires (en)
- 1939 : Le Chien des Baskerville (The Hound of the Baskervilles)
- 1939 : Le Retour de Cisco Kid (Return of the Cisco Kid)
- 1939 : Susannah (Susannah of the Mounties)
- 1939 : Stanley et Livingstone (Stanley and Livingstone)
- 1939 : Sherlock Holmes ou Les Aventures de Sherlock Holmes (The Adventures of Sherlock Holmes)
- 1939 : Hollywood Cavalcade
- 1939 : Tout se passe la nuit (Everything Happens at Night)
- 1939 : Le Gorille (The Gorilla) d'Allan Dwan

### Années 1940
- 1940 : Johnny Apollo de Henry Hathaway
- 1940 : Girl in 313
- 1940 : Lucky Cisco Kid (en)
- 1940 : Manhattan Heartbeat
- 1940 : Quai numéro treize (Pier 13)
- 1940 : Girl from Avenue A (en)
- 1940 : The Great Profile
- 1940 : Yesterday's Heroes (it)
- 1940 : L'Odyssée des Mormons (Brigham Young)
- 1940 : Le Signe de Zorro (The Mark of Zorro)
- 1940 : Youth Will Be Served (en)
- 1940 : Murder Over New York
- 1940 : Michael Shayne, Private Detective
- 1940 : Jennie (en)
- 1941 : A Very Young Lady de Harold D. Schuster
- 1941 : Golden Hoofs
- 1941 : Scotland Yard (en)
- 1941 : The Great American Broadcast
- 1941 : The Cowboy and the Blonde (en)
- 1941 : Accent on Love
- 1941 : Dressed to Kill
- 1941 : We Go Fast
- 1941 : Marry the Boss's Daughter de Thornton Freeland
- 1941 : The Last of the Duanes de James Tinling
- 1941 : Riders of the Purple Sage de James Tinling
- 1941 : Moon Over Her Shoulder
- 1941 : Qui a tué Vicky Lynn ? (I Wake Up Screaming) de H. Bruce Humberstone
- 1941 : Adieu jeunesse (Remember the Day)
- 1942 : Castle in the Desert
- 1942 : Secret Agent of Japan
- 1942 : Qui perd gagne (Rings on Her Fingers)
- 1942 : Lone Star Ranger de James Tinling
- 1942 : Sundown Jim de James Tinling
- 1942 : La Péniche de l'amour (Moontide)
- 1942 : The Mad Martindales
- 1942 : Whispering Ghosts (en) d'Alfred L. Werker
- 1942 : 'Thru Different Eyes (en) de Thomas Z. Loring
- 1942 : The Magnificent Dope
- 1942 : A-Haunting We Will Go
- 1942 : The Man in the Trunk
- 1942 : The Undying Monster
- 1942 : Time to Kill
- 1942 : Over My Dead Body
- 1942 : Young America de Louis King
- 1943 : The Meanest Man in the World de Sidney Lanfield
- 1943 : Tonight We Raid Calais
- 1943 : Prélude à la guerre (Prelude to War)
- 1943 : L'Étrange Incident (The Ox-Bow Incident)
- 1943 : My Friend Flicka
- 1943 : Holy Matrimony
- 1943 : Happy Land
- 1944 : The Sullivans
- 1944 : Pin Up Girl
- 1944 : The Eve of St. Mark
- 1944 : Ladies of Washington
- 1944 : Le Grand Boum (The Big Noise)
- 1944 : In the Meantime, Darling
- 1944 : Quand l'amour manœuvre (Something for the Boys) de Lewis Seiler
- 1945 : Jupiter (Thunderhead - Son of Flicka)
- 1945 : Molly and Me
- 1945 : Capitaine Eddie (Captain Eddie)
- 1946 : Colonel Effingham's Raid
- 1946 : Claudia et David
- 1946 : Voyage sentimental (Sentimental Journey)
- 1946 : L'Impasse tragique (The Dark Corner)
- 1946 : La Folle Ingénue (Cluny Brown)
- 1946 : Wake Up and Dream
- 1946 : La Poursuite infernale (My Darling Clementine)
- 1947 : Un mariage à Boston (The Late George Apley)
- 1947 : Le Miracle de la 34e rue (Miracle on 34th Street)
- 1947 : Tonnerre dans la vallée (Thunder in the Valley)
- 1947 : Nightmare Alley
- 1948 : Bagarre pour une blonde ('Scudda Hoo! Scudda Hay!)
- 1948 : Alerte au ranch (Green Grass of Wyoming)
- 1948 : Deep Waters
- 1948 : La Ville empoisonnée (The Walls of Jericho) de John M. Stahl
- 1948 : L'Énigmatique Monsieur Horace (The Luck of the Irish)
- 1948 : La Femme aux cigarettes (Road house)
- 1948 : L'Amour sous les toits (Apartment for Peggy)
- 1948 : Scandale en première page (That Wonderful Urge)
- 1948 : Choisie entre toutes (You Were Meant for Me)
- 1948 : Broadway mon amour (Give My Regards to Broadway) de Lloyd Bacon
- 1949 : Mam'zelle mitraillette (The Beautiful Blonde from Bashful Bend)
- 1949 : Les Sœurs casse-cou (Come to the Stable)
- 1949 : La Furie des tropiques (Slattery's hurricane)
- 1949 : Allez coucher ailleurs (I Was a Male War Bride)
- 1949 : Father Was a Fullback

### Années 1950
- 1950 : Mother Didn't Tell Me
- 1950 : Treize à la douzaine (Cheaper by the Dozen)
- 1950 : Le Petit Train du Far West (A Ticket to Tomahawk)
- 1950 : Ma brute chérie (Love that brute) d'Alexander Hall
- 1950 : Mark Dixon, détective (Where the Sidewalk Ends)
- 1950 : Stella
- 1950 : Guérillas (American Guerrilla in the Philippines)
- 1951 : La marine est dans le lac (You're in the Navy Now)
- 1951 : À l'assaut de la gloire (Follow the Sun)
- 1951 : Madame sort à minuit (Half Angel)
- 1951 : Les Hommes-grenouilles (The Frogmen)
- 1951 : Monsieur Belvédère fait sa cure (Mr. Belvedere Rings the Bell) de Henry Koster
- 1951 : As Young as You Feel
- 1951 : Love Nest
- 1951 : Chéri, divorçons
- 1951 : Enlevez-moi, Monsieur ! (Elopement) de Henry Koster
- 1951 : Agence Cupidon (The Model and the Marriage Broker)
- 1952 : Bas les masques (Deadline - U.S.A.)
- 1952 : Six filles cherchent un mari (Belles on their Toes)
- 1952 : Cinq mariages à l'essai (We're Not Married!)
- 1952 : Un grand séducteur (Dreamboat)
- 1952 : Night Without Sleep
- 1953 : Adorable Voisine (The Girl Next Door)
- 1953 : La Cité des tueurs (City of Bad Men)
- 1953 : La Jolie Batelière (The Farmer Takes a Wife)
- 1953 : Mister Scoutmaster (en)
- 1953 : Comment épouser un millionnaire
- 1954 : Les Gens de la nuit (Night People)
- 1954 : La Rivière sans retour (River of No Return)
- 1954 : Les femmes mènent le monde (Woman's World)
- 1955 : L'Aventure fantastique (Many Rivers to Cross)
- 1955 : Deux Filles en escapade (How to Be Very, Very Popular) de Nunnally Johnson
- 1956 : The Lieutenant Wore Skirts
- 1956 : Une Cadillac en or massif
- 1956 : Bus Stop
- 1957 : Ma femme a des complexes (Oh, Men! Oh, Women!)
- 1957 : Une Femme de tête (The Desk set)
- 1957 : Embrasse-la pour moi (Kiss Them for Me)
- 1957 : La Blonde explosive (Will Success Spoil Rock Hunter?)
- 1957 : La Grande Caravane (Wagon Train) (série TV)
- 1958 : La Femme que j'aimais (The Gift of Love) de Jean Negulesco
- 1958 : I Married a Woman
- 1958 : La Brune brûlante (Rally 'Round the Flag, Boys!)
- 1959 : Caravane vers le soleil (Thunder in the Sun)
- 1959 : Les Déchaînés (A Private's Affair)
- 1959 : Hound-Dog Man

### Années 1960
- 1960 : Une gamine qui voit grand (Tall Story)
- 1960 : L'Île des Sans-soucis (Wake Me When It's Over)
- 1960 : Les Rôdeurs de la plaine (Flaming Star)
- 1961 : All Hands on Deck
- 1961 : Holiday Lodge (série TV)
- 1961 : Margie (en) (série TV)
- 1962 : L'Homme qui tua Liberty Valance (The Man Who Shot Liberty Valance)
- 1962 : Fair Exchange (série TV)
- 1963 : La Taverne de l'Irlandais (Donovan's Reef)
- 1964 : Peyton Place ("Peyton Place") (série TV)
- 1965 : Perdus dans l'espace ("Lost in Space") (série TV)
- 1967 : Cimarron ("Cimarron Strip") (série TV)